# Stabioli
Stabioli is een plaats (frazione) in de Italiaanse gemeente Macugnaga.